# Tóth Margit (tornász)
Tóth Margit, (Sztálinváros, 1961. október 27. – Dunaújváros, 2016. december 18.) tornász, olimpikon, magyar bajnok.

## Életpályája
Az 1976-os montreáli olimpián a női torna összetett csapatversenyében 4. helyen végzett magyar csapat tagja. Tagja volt az 1978-as tornász világbajnokságon 4. és az 1981-es világbajnokságon 8. helyezést elért magyar válogatottnak.
Több nemzetközi és hazai verseny győztese, bár pályafutása kiteljesedését gyakori sérülései hátráltatták. A nemzetközi mezőnyben hosszú évekig csak ő mutatott be a gerendán nyújtott testű előre szaltót.

### Sportpályafutása
Az 1971-es miskolci úttörőolimpián talajon bronzérmet szerzett. Utána évekig az úttörőolimpiákon és a serdülő bajnokságokon rendszeresen második volt. Ő volt a negyedik dunaújvárosi versenyző, aki országos felnőtt I. osztályú bajnokságot nyert.
1972-ben a serdülő országos bajnokságon a Dunaújvárosi Kohász SI csapatával csapatban bajnoki címet szerzett. Az I. osztályú serdülő bajnokság egyéni összetett versenyén ezüstérmes lett, gerendán bajnoki címet szerzett. A Dunaújvárosi SI csapatával a bajnoki címüket 1973-ban megvédték. Az 1973. évi IX. Nyári Úttörő Olimpián talajon, korláton és gerendán ezüst-, ugrásban bronzérmes, az egyéni összetettben Óvári Éva mögött ezüstérmes.
1974-ben több nemzetközi ifjúsági versenyen szerezte meg a győzelmet, többek között a csehszlovákok elleni, valamint a Szófiában rendezett válogatottak közötti ifjúsági versenyen. Ugyanebben az évben a X. Nyári Úttörő Olimpián iskolája csapatával aranyérmet szerzett. Tagja lett az 1974-es Ifjúsági Barátság Versenyen részt vevő magyar válogatott tornászcsapatának.
1973-ban került be az ifjúsági tornász-válogatott keretbe. 1975-ben (14 éves korában) a felnőtt válogatottnak is tagja lett.
1975-ben az ifjúsági országos bajnokságon egyéni összetettben Lővei Mária és Óvári Éva mögött harmadik, felemás korláton és műszabadgyakorlatban ezüstérmes, míg ugrásban bajnoki címet nyert. Néhány nappal később az I. osztályú ifjúsági bajnokságon Óvári Éva mögött ezüstérmet szerzett. A szerenkénti döntőkben lóugrásban Óvári Éva és Lővei Mária mögött bronzérmes lett, míg korláton Óvári Éva mögött ezüstérmet szerzett.
Az 1975-ben, 14 éves korában, Várnában 13 ország részvételével rendezett Arany Homok felnőtt nemzetközi tornászversenyen egyéni összetettben az 1. helyen végzett. A szerenkénti döntőkben gerendán és felemás korláton első, lóugrásban a 2. helyet szerezte meg. A Kerezsi Endre Kupán Egervári Márta mögött lóugrásban a 2. helyen végzett. Eredményei alapján beválogatták a montreali olimpiára készülő válogatott keretbe. 1975. augusztus végén a Tokióban rendezett nemzetközi ifjúsági meghívásos versenyen felemás korláton győzött, lóugrásban második lett. Novemberben megnyerte a Lengyelországban rendezett nemzetközi verseny egyéni összetett versenyét. 1975-ös eredményei alapján az Év Ifjúsági sportolója szavazáson is szavazatokat kapott, Fejér megyében az év női sportolójának választották.
1976 májusában 15 évesen a felnőtt magyar bajnokság összetett egyéni versenyén szerzett ezüstérmet Egervári Márta mögött. A szerenkénti döntőkben felemás korláton bajnoki címet szerzett, gerendán Medveczky Krisztina, lóugrásban Egervári Márta mögött a 2. helyezést érte el.
Magyarország képviseletében vett részt az 1976-os montreáli olimpia tornaversenyein, ahol a magyar válogatott csapatban a 4. helyen végzett. A csapatversenyen elért 19. helyezése alapján jogosulttá vált az összetett egyéni döntőben való indulásra, amelyen végül a 17. helyen végzett. A szerenkénti döntőkben elért eredményei: felemás korlát 14., lóugrás 17., gerenda 19., műszabadgyakorlat 34. helyezés
1976 decemberében az I. osztályú női torna csapatbajnokságon a Dunaújvárosi Kohász SE tagjaként magyar bajnoki címet szerzett. Az 1931 óta rendezett felnőtt női csapatbajnokságokon ez volt az első alkalom, hogy vidéki csapat szerezte meg az első helyet. Néhány nappal később a Dunaújvárosi Kohász csapatával megnyerte az Asztalos János-emlékversenyt, egyéniben csapattársa Óvári Éva mögött a 2. helyen végzett. A Sportiskolák csapatbajnokságán egyéniben és csapatban is az első helyet szerezte meg.
1977 márciusában a II. Amerika Kupa nemzetközi versenyen egyéni összetettben az 5. helyet szerezte meg. Az 1977. májusban rendezett Európa-bajnokság egyéni összetett versenyén a 15. helyen végzett. Az 1977. évi országos bajnokságon ugrásban bronz-, felemás korláton ezüstérmet nyert.
1978-ban tagja lett a női tornász világbajnokságon részt vevő magyar válogatott csapatnak, amellyel a 4. helyet szerezték meg.
1979-ben lemondta a válogatottságot, mert a sok fogyasztástól idegileg kimerült. 1980-ban megnyerte az országos középiskolai bajnokság egyéni összetett versenyét. 1981-ben visszakerült a válogatottba, és a IX. magyar nemzetközi tornászbajnokságon egyéni összetettben második magyarként a 6. helyen végzett, felemás korláton és gerendán legjobb magyarként bronzérmet szerzett. Ugyanebben az évben az országos vidékbajnokságon egyéni összetettben és három számban (ugrás, felemás korlát, talaj) is aranyérmet szerzett, gerendán ezüstérmes lett. 1981. júniusban Kubában a Moncada-versenyen három érmet szerzett: az egyéni összetettben harmadik, gerendán második, felemás korláton harmadik helyen végzett. Az 1981. évi országos bajnokságon felemás korláton bronz-, gerendán ezüst-, talajon bronzérmet szerzett.
A Nemzetközi Tornaszövetség meghívására 1981 augusztusában részt vett Brazíliában a sportág népszerűsítésére szervezett bemutatókörúton, amelyen a 11 országot képviselő 30 tornász hét városban tartott bemutató versenyt. Az 1981. novemberben Moszkvában rendezett tornász világbajnokságon a csapatban 8. helyen végzett magyar válogatott tagjaként szerepelt. A világbajnokság után Japánban a hagyományos Csunicsi-kupán vett részt, ahol felemás korláton a 3. helyet szerezte meg.

## Az élversenyzés befejezése után
1981 végén fejezte be I. osztályú sportpályafutását, és a Testnevelési Főiskola hallgatójaként a sportág II. osztályában folytatta a versenyzést.
1985-ben egyéni összetettben megnyerte az egyetemi és főiskolai országos bajnokságot.
1985-ben a TF elvégzése után testnevelő tanárként kezdett dolgozni, és átigazolt a Ferencvárosi TC sportegyesületébe, ahol edzőként is dolgozott.
2016. december 18-án hosszan tartó betegség után hunyt el. 2017. január 5-én Dunaújvárosban temették el.

## Díjai, elismerései
- 1975: Fejér megye: az év sportolója.[27]
- 1976: Pro Urbe (Dunaújváros)[56]